# Список дипломатичних місій Люксембургу

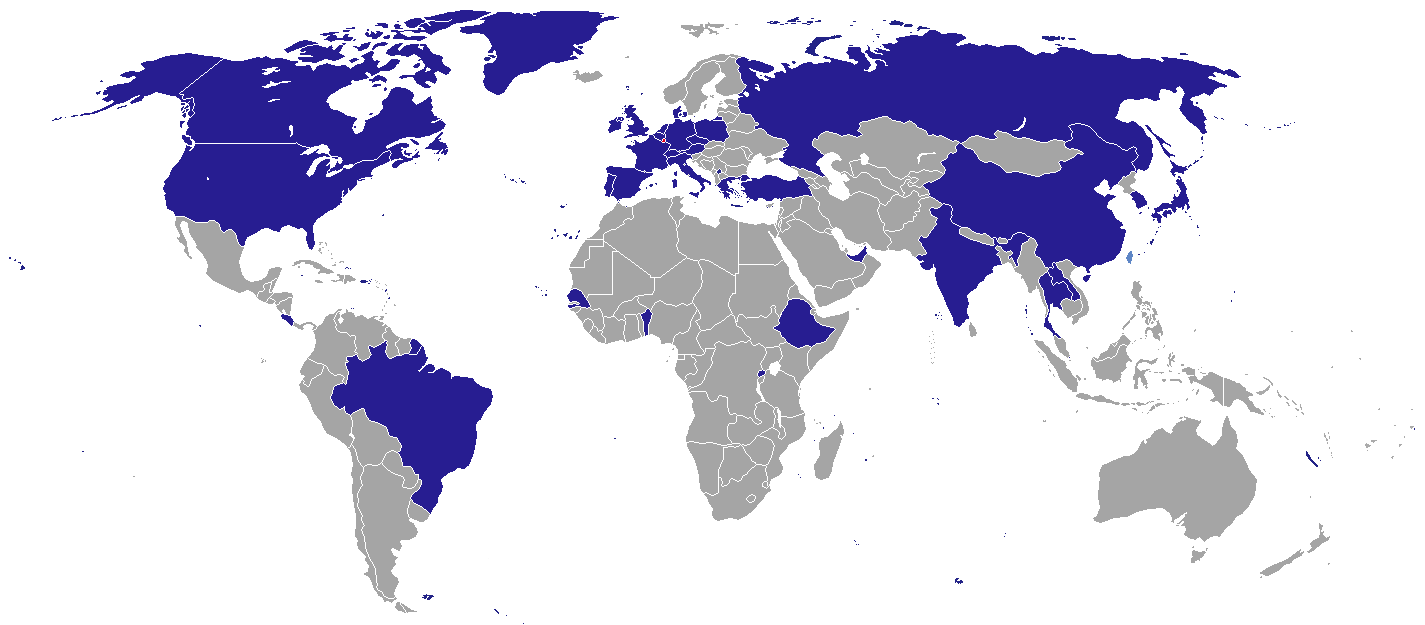
Країни, в яких є посольство Люксембургу.

Нижче наведено список дипломатичних місій Люксембургу. В тих країнах, де немає посольства Люксембургу, його інтереси представляють посольства Бельгії.

## Посольства і консульства
- Австрія: Відень - посольство
- Бельгія: Брюссель - посольство
- Буркіна-Фасо: Уагадугу - посольство
- Ватикан: Ватикан - представництво
- Велика Британія: Лондон - посольство
- Греція: Афіни - посольство
- Данія: Копенгаген - посольство
- Ефіопія: Аддис-Абеба - посольство
- Ізраїль: Тель-Авів - торгівельне бюро
- Індія: Нью-Делі - посольство
- Іспанія: Мадрид - посольство
- Італія: Рим - посольство
- Кабо-Верде: Прая - посольство
- КНР: Пекін - посольство
- КНР: Шанхай - генеральне консульство
- Косово: Приштина - посольство
- Малі: Бамако - посольство
- Марокко: Касабланка - торгівельне бюро
- Нідерланди: Гаага - посольство
- Нікарагуа: Манагуа - посольство
- Німеччина: Берлін - посольство
- ОАЕ: Абу-Дабі - посольство
- Південна Корея: Сеул - торгівельне бюро
- Польща: Варшава - посольство
- Португалія: Лісабон - посольство
- Росія: Москва - посольство
- Сенегал: Дакар - посольство
- США: Вашингтон - посольство
- США: Нью-Йорк - генеральне консульство
- США: Сан-Франциско - генеральне консульство
- Таїланд: Бангкок - посольство
- Тайвань: Тайбей - торгівельне бюро
- Туреччина: Анкара - посольство
- Франція: Париж - посольство
- Франція: Страсбург - генеральне консульство
- Чехія: Прага - посольство
- Швейцарія: Берн - посольство
- Японія: Токіо - посольство

## Представництва в міжнародних організаціях
- Європейський Союз: Брюссель
- Рада Європи: Страсбург
- НАТО: Брюссель
- Організація Об'єднаних Націй: Нью-Йорк
- Організація Об'єднаних Націй: Женева
- Організація з безпеки і співробітництва в Європі: Відень
- ЮНЕСКО: Париж
- Продовольча та сільськогосподарська організація ООН: Рим
- Африканський Союз: Аддис-Абеба

## Галерея

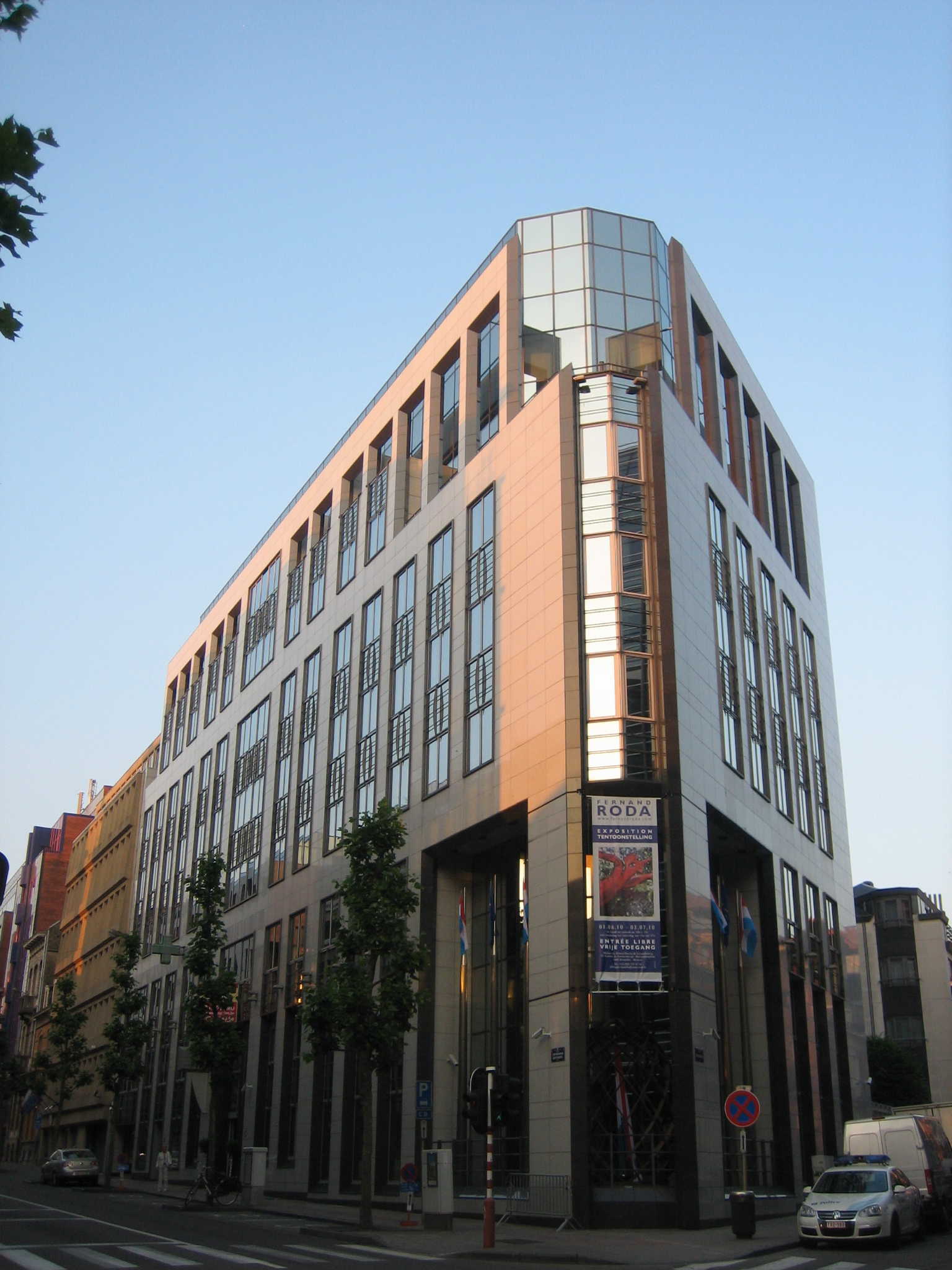
Посольство Люксембургу в Бельгії
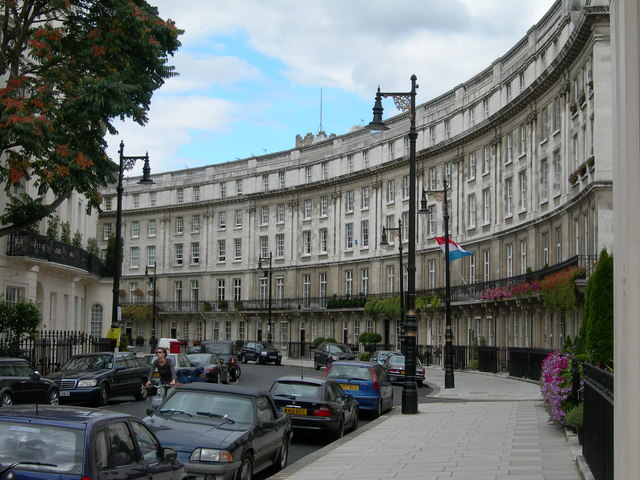
Посольство Люксембургу в Великій Британії
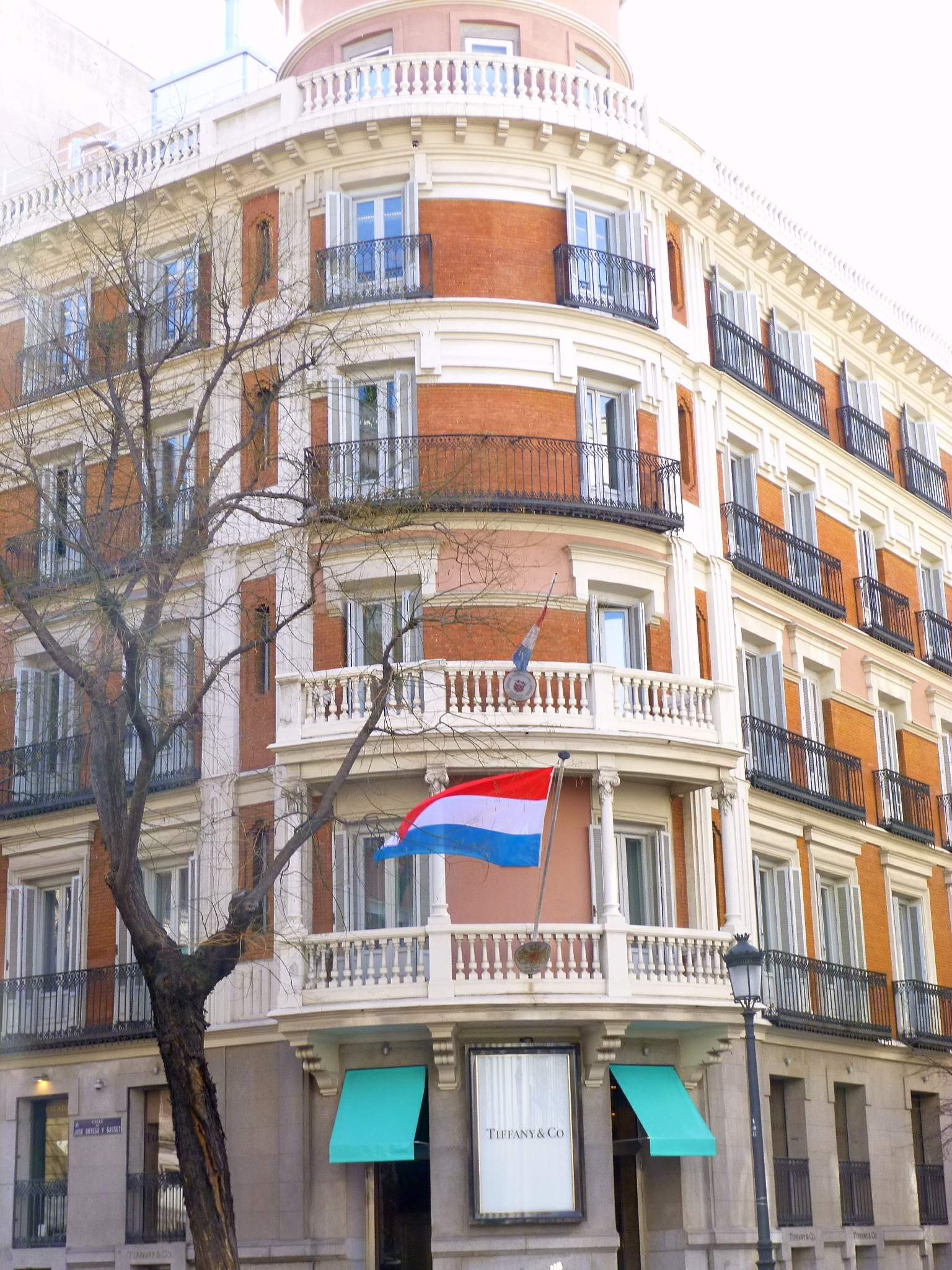
Посольство Люксембургу в Іспанії
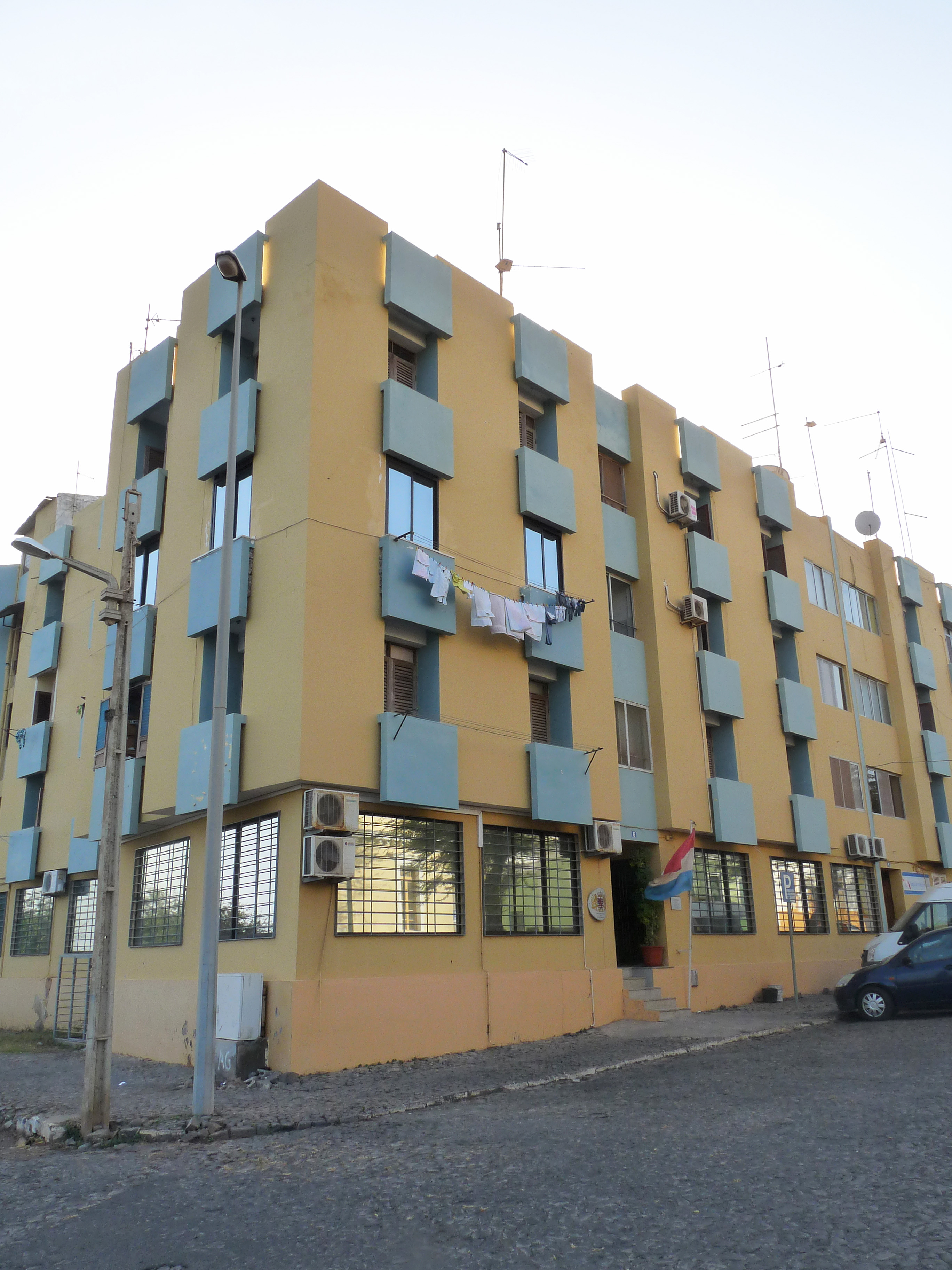
Посольство Люксембургу в Кабо-Верде
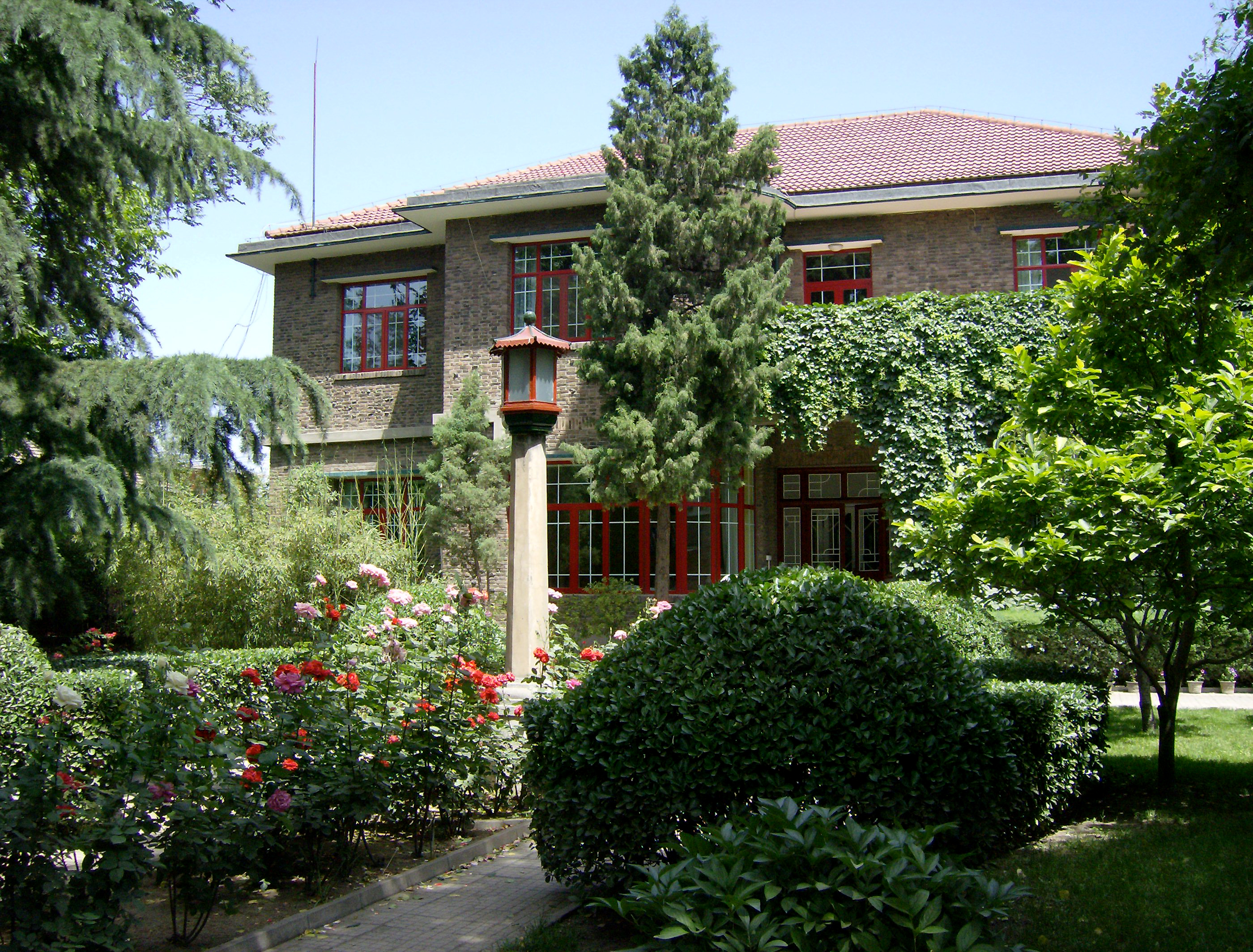
Посольство Люксембургу в КНР
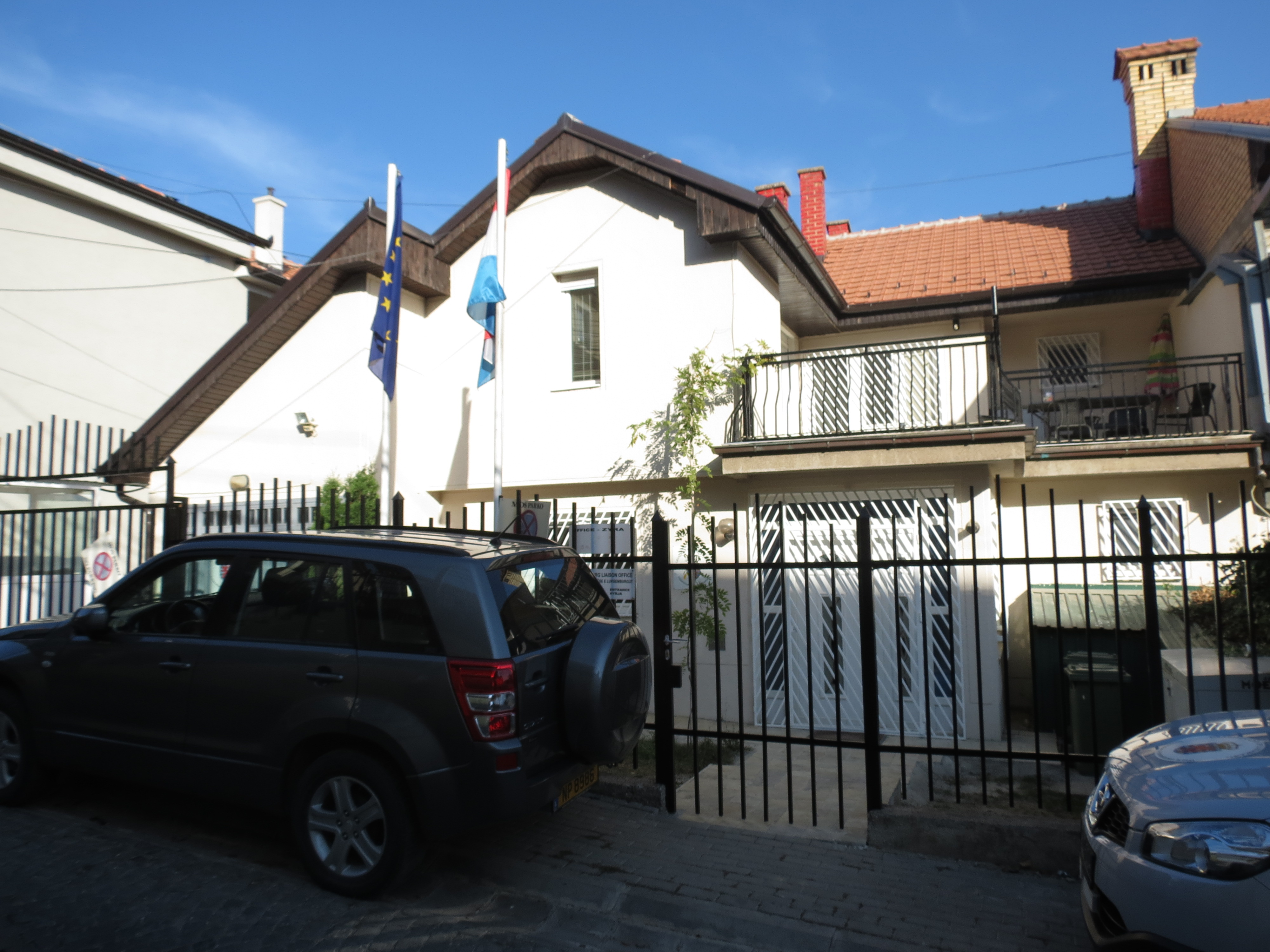
Посольство Люксембургу в Косово
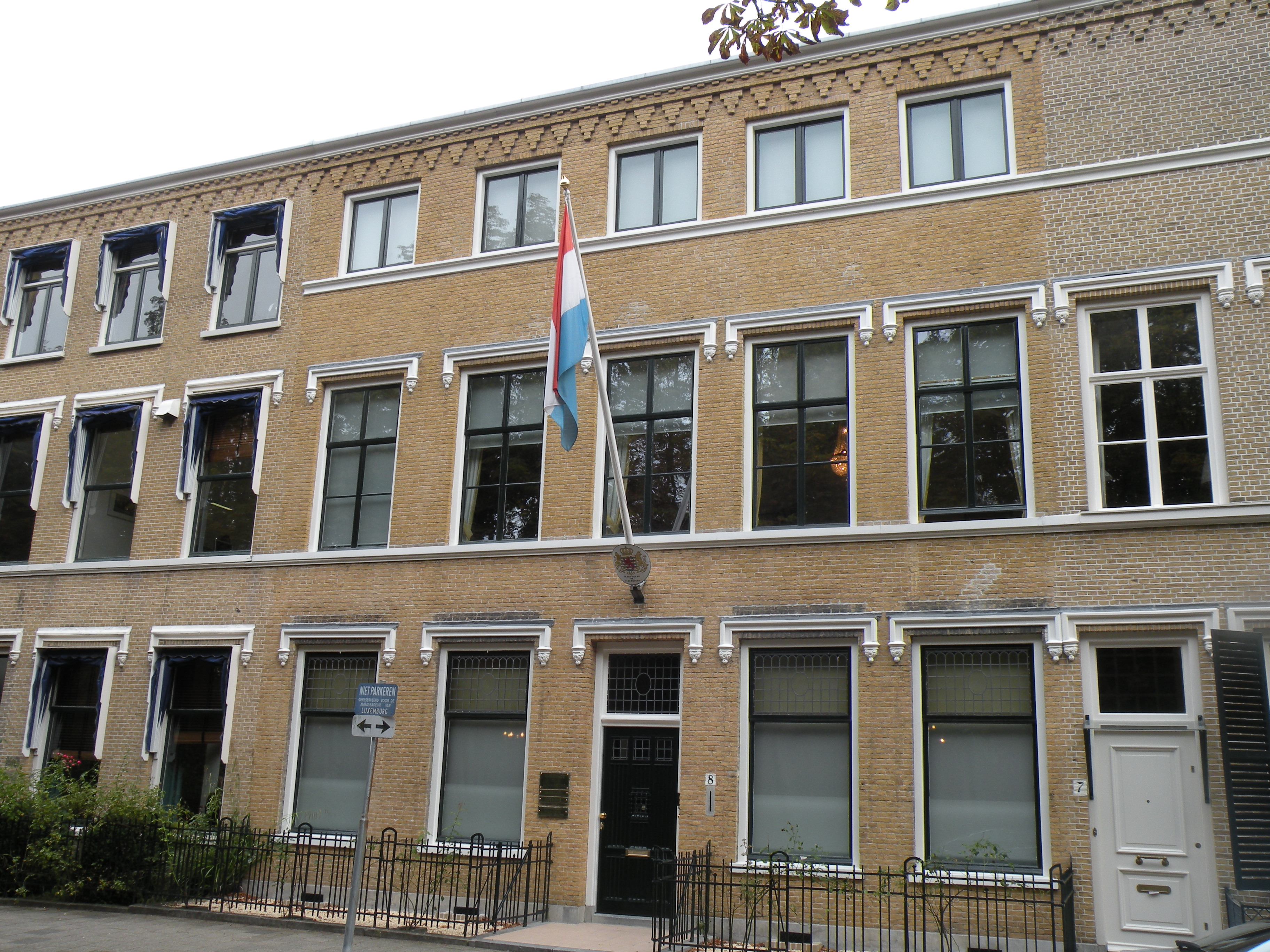
Посольство Люксембургу в Нідерландах
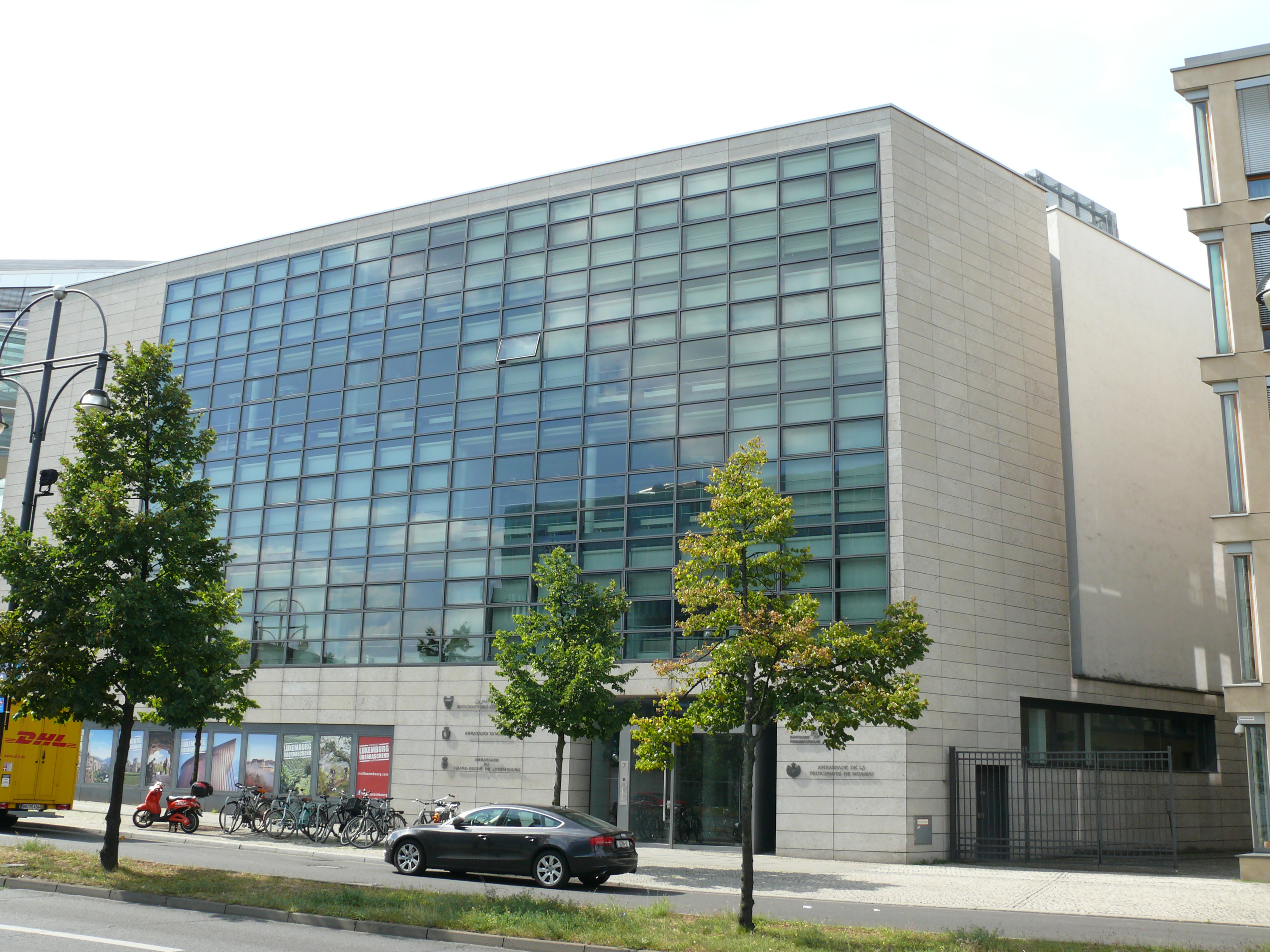
Посольство Люксембургу в Німеччині
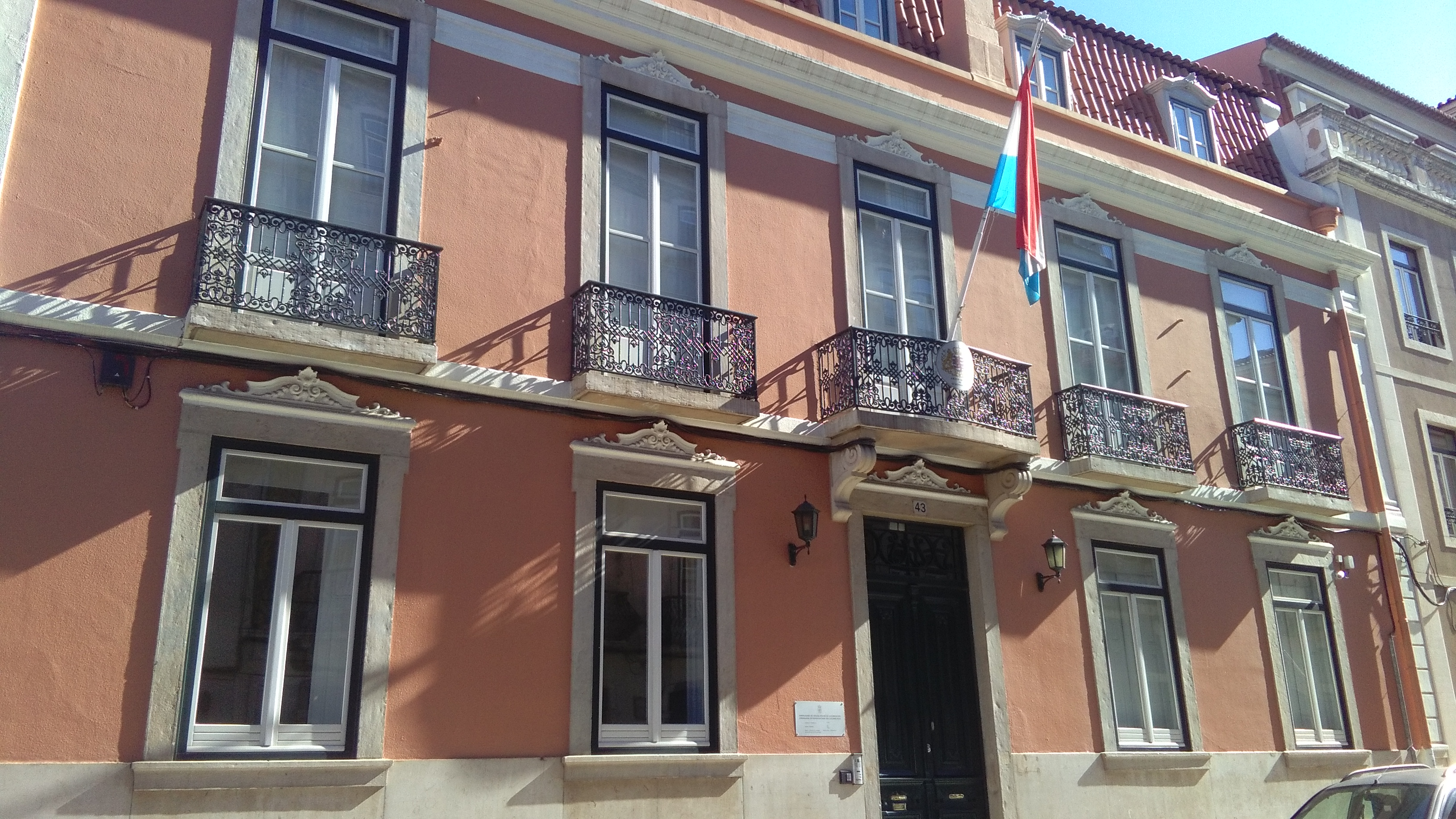
Посольство Люксембургу в Португалії
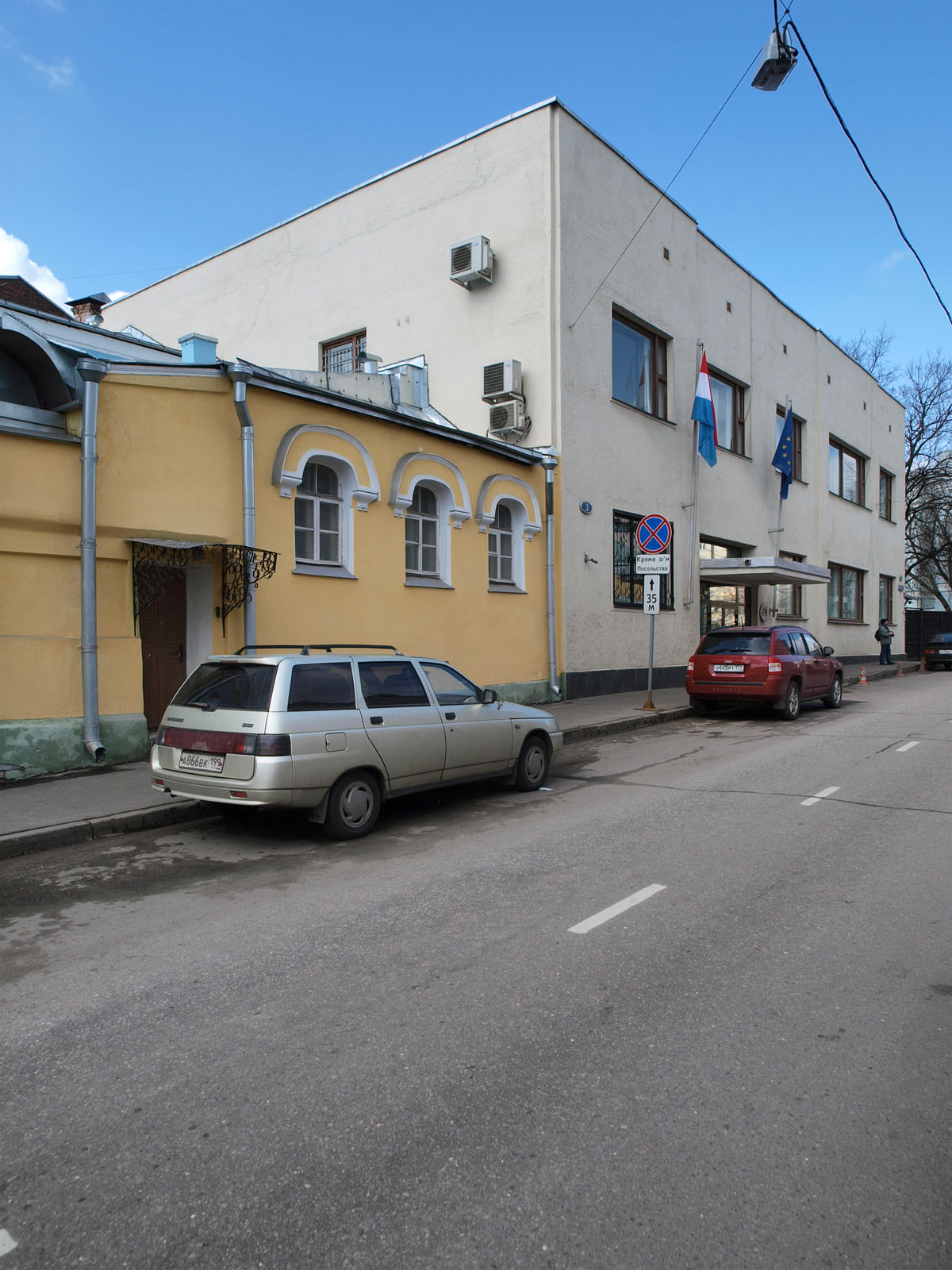
Посольство Люксембургу в Росії
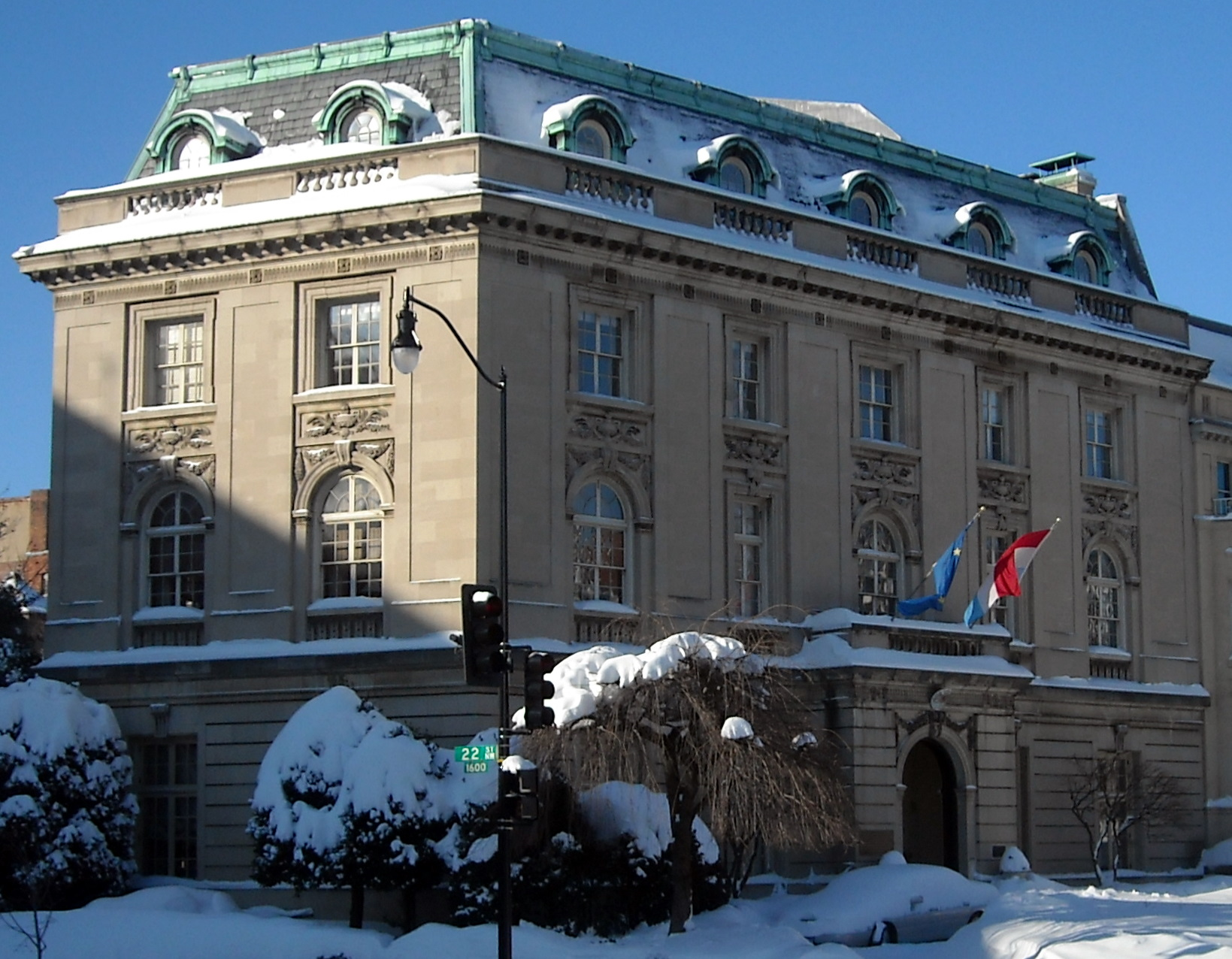
Посольство Люксембургу в США
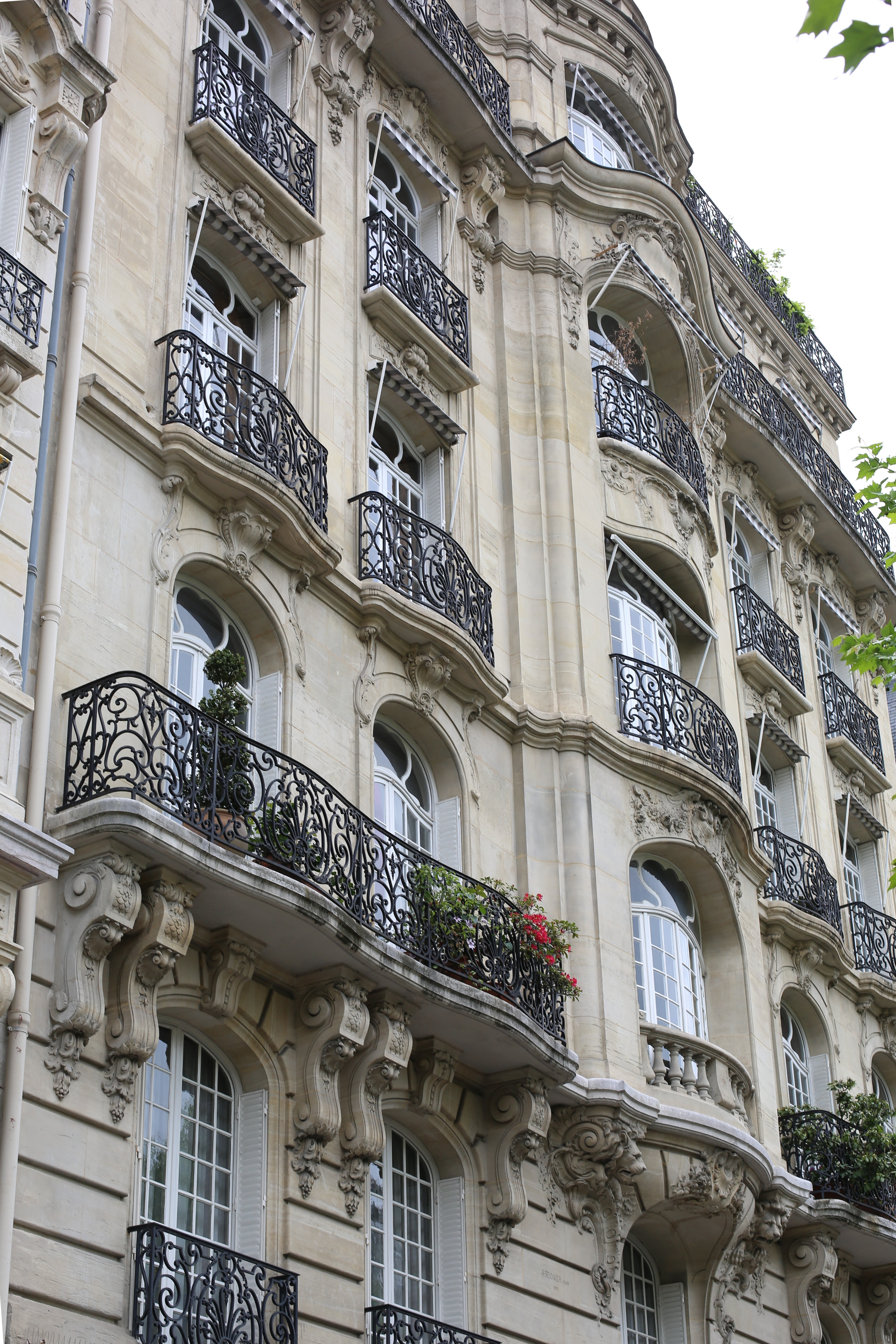
Посольство Люксембургу у Франції
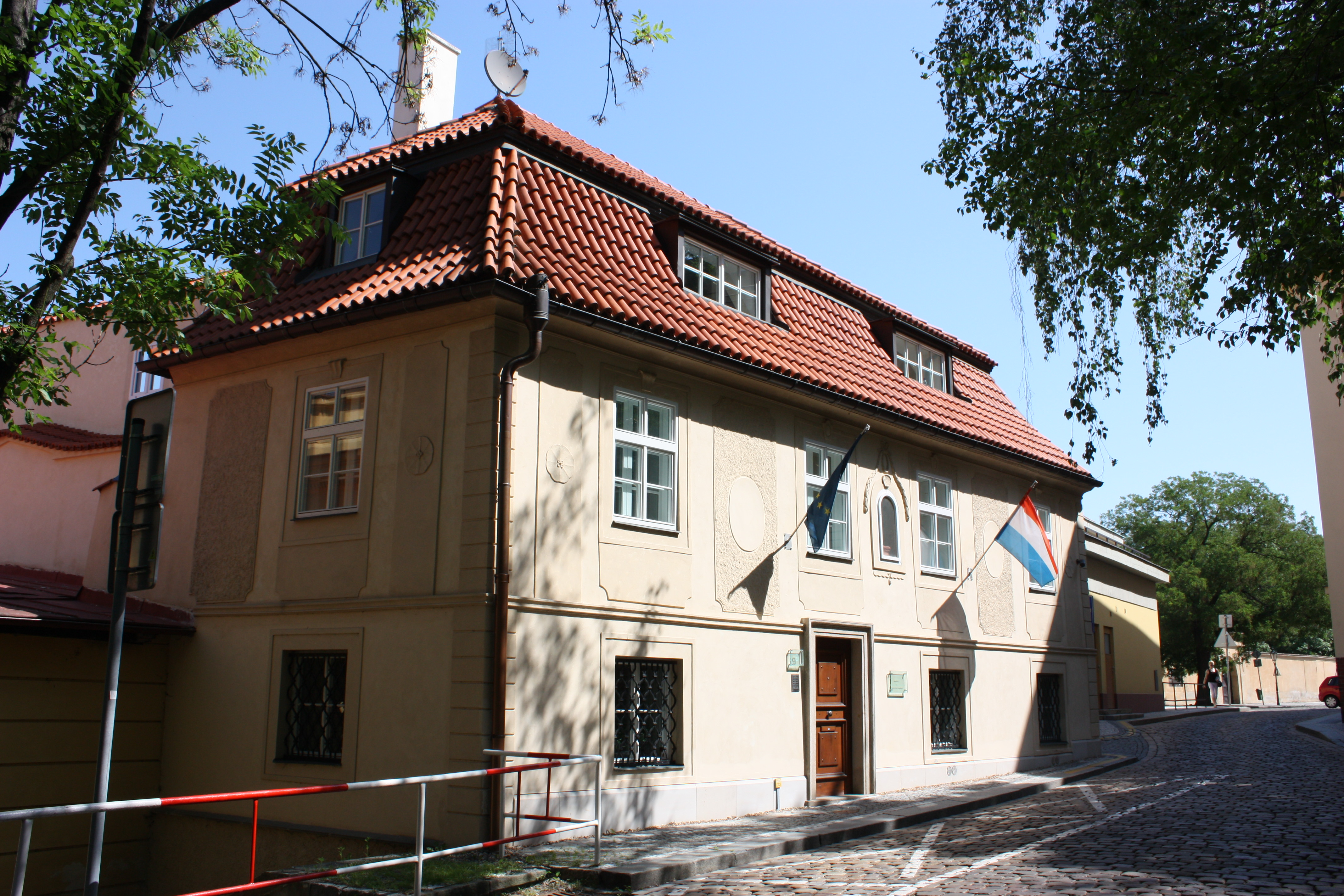
Посольство Люксембургу в Чехії
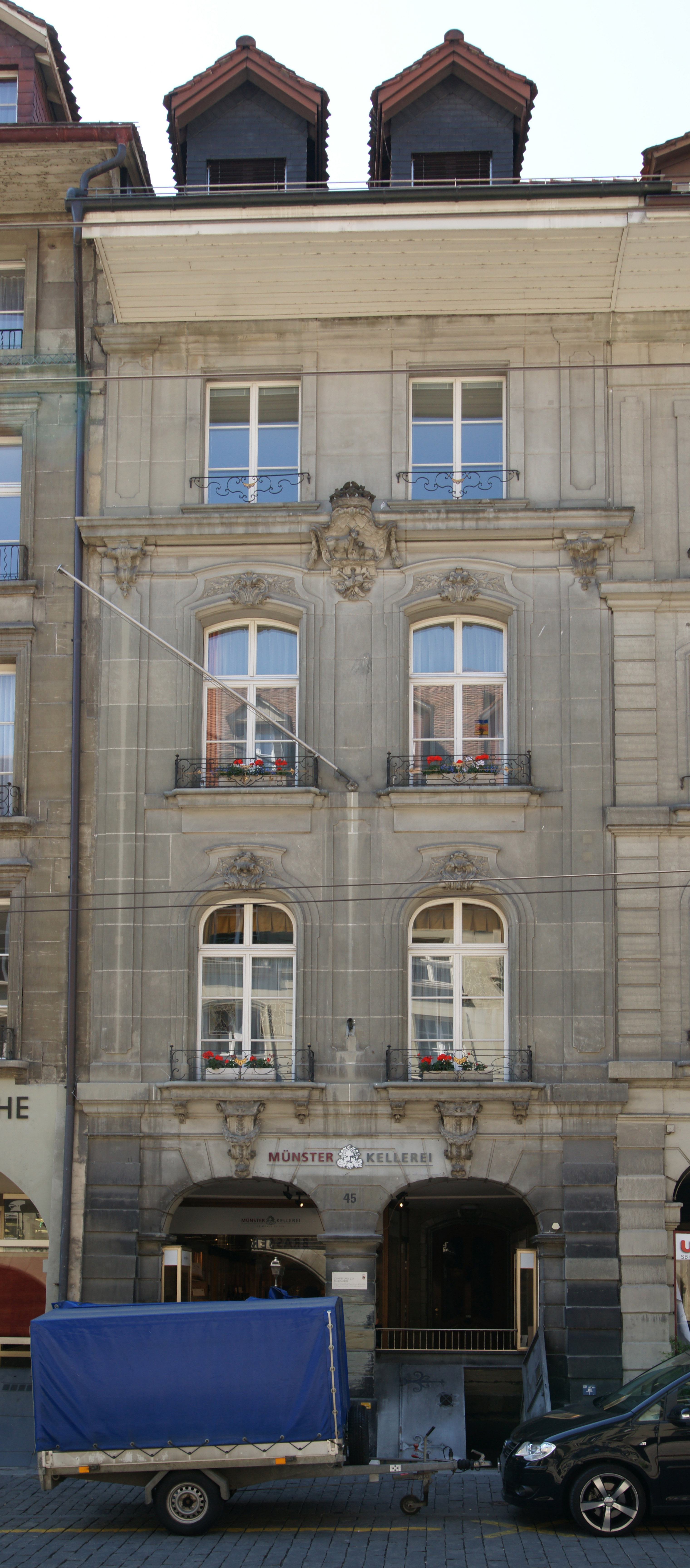
Посольство Люксембургу в Швейцарії